# Leichtathletik-Weltmeisterschaften 2015/Teilnehmer (Britische Jungferninseln)
| Gelbes Symbol für Goldmedaillen mit stilisierten Olympischen Ringen | Graues Symbol für Silbermedaillen mit stilisierten Olympischen Ringen | Braundes Symbol für Bronzemedaillen mit stilisierten Olympischen Ringen |
| ------------------------------------------------------------------- | --------------------------------------------------------------------- | ----------------------------------------------------------------------- |
| —                                                                   | —                                                                     | —                                                                       |

Der Leichtathletikverband der Britischen Jungferninseln nominierte zwei Athletinnen für die Leichtathletik-Weltmeisterschaften 2015 in der chinesischen Hauptstadt Peking.

## Ergebnisse

### Frauen

#### Laufdisziplinen
| Athletin               | Disziplin | Vorlauf | Vorlauf | Halbfinale         | Halbfinale         | Finale             | Finale             |
| Athletin               | Disziplin | Zeit    | Platz   | Zeit               | Platz              | Zeit               | Platz              |
| ---------------------- | --------- | ------- | ------- | ------------------ | ------------------ | ------------------ | ------------------ |
| Tahesia Harrigan-Scott | 100 m     | 11,47 s | 33      | nicht qualifiziert | nicht qualifiziert | nicht qualifiziert | nicht qualifiziert |

#### Sprung/Wurf
| Athletin       | Disziplin  | Qualifikation | Qualifikation | Finale             | Finale             |
| Athletin       | Disziplin  | Weite/Höhe    | Platz         | Weite/Höhe         | Platz              |
| -------------- | ---------- | ------------- | ------------- | ------------------ | ------------------ |
| Chantel Malone | Weitsprung | 6,46 m        | 21            | nicht qualifiziert | nicht qualifiziert |